# Guillermo Jorge Zalcman
Guillermo Jorge Zalcman (Buenos Aires, Argentina, 1956 – 24 de mayo de 2021) fue un compositor, pianista, docente y director de orquesta argentino, fundador de la Orquesta Estudiantil de Buenos Aires.

## Biografía
Realizó sus estudios musicales en el Conservatorio Nacional de Música Carlos López Buchardo, egresando del mismo como profesor en 1981, perfeccionándose posteriormente en composición con Amalia Espora. Fue un ferviente difusor de la música argentina, director de orquesta, compositor y dedicado docente formando muchos jóvenes músicos desde la Orquesta Estudiantil de Buenos Aires, como así también con sus clases en el Conservatorio Nacional (UNA). Integró las comisiones directivas de la Asociación Argentina de Compositores (de la cual fue presidente), de Cuda y de Ars Contemporánea. Falleció en Buenos Aires el 24 de mayo de 2021.

## Radio
Durante más de una década estuvo a cargo de los programas radiales “Panorama de la Música Eslava”, “Panorama de la música Británica” y “Los secretos de la Abuela”, tanto en Radio Nacional Clásica como en Radio Municipal y Radio DAMus de la ciudad de Buenos Aires. Sus programas se destacaban por tener un aire distendido sobre la música académica en el que presentaba y analizaba música poco o nada conocida del extranjero y obras de compositores argentinos.

## Orquesta Estudiantil de Buenos Aires
En 1982 crea, en la Escuela Normal de Profesores Mariano Acosta, la base de lo que actualmente es la Orquesta Estudiantil de Buenos Aires, un organismo sinfónico del Ministerio de educación del Gobierno de la Ciudad de Buenos Aires del cual fue su director titular hasta su jubilación en 2017.
Esta orquesta sirvió para el aprendizaje y desarrollo de muchísimos jóvenes músicos que hoy en día son profesionales. Desde su creación, dirigió más de 800 conciertos en los cuales estrenó en la Argentina obras de más de 50 autores como Rajmáninov, Vaughan Williams, German, Musorgsky, Arensky, Nielsen, Bruch, Butherwoeth, Svendsen, Tschaikovsky, Glazunov, Stanford, Holst, Ireland, Rimski-Kórsakov, Copland, Kalinikov, Prokófiev y también obras de su propia autoría. Durante muchos años, la Orquesta Estudiantil de Buenos Aires participó de los Encuentros Internacionales de Orquestas Juveniles celebrados en el Luna Park, donde miles de jóvenes músicos tocaban en conjunto.

## Obra y legado
Además de su pasión por la enseñanza y por la difusión de la música argentina, dejó un legado mediante su impronta frente a la dirección orquestal y al método de enseñanza de jóvenes músicos con una visión pedagógica admirable.
Como compositor su catálogo contiene 115 obras de las cuales 65 ya han sido estrenadas. Entre sus obras se encuentran: dos sinfonías, una serenata, varios conciertos, fantasías, tríos, cuartetos, quintetos, y la totalidad de su producción pianística. También compuso la música para poesías de Norma Raggi, utilizando cuerdas y voz, en un concierto estrenado en el Salón Dorado del Teatro Colón.
Orquestal: 3 sinfonías, Variaciones sobre un tema inglés para orquesta op.56, Divertimento op.99, Serenata para orquesta op.43, Para banda: Suite norteña op.92 , 3 danzas s/ ritmos Folclóricos Argentinos op.95 , sinfonía n. º 4 para banda op.104,
Concertante: Concierto para violoncelo y cuerdas op.42; Concierto para Marimba y Orquesta op.48 – Fantasía para Flauta y orquesta op.47 , ,3 Danzas argentinas para Arpa y orquesta op.46 , Concierto para Clarinete y orquesta op.33,Concertino para xilófono y orquesta op.59 – ,Concertino op.65 para Clarinete cuerdas y percusión; Suite para Vibráfono cuerdas y percusión op.68 ; Concierto para saxófono cuerdas y percusión op.75 , Concierto para clarinete bajo y orquesta de cuerdas op.81, Doble concierto op.93 para vibráfono, marimba y orquesta, Concierto para Corno y orquesta op.101, Concierto para Flauta y cuerdas op.105, Concierto para Piccolo y orquesta op.110, Suite concertante op.114 para timbales y orquesta.
Obras de Cámara: Sonatas con acompañamiento de piano: Para Flauta n. º 1 op.17, n. º 2 op.78, para Oboe op.23, para Clarinete op.25, para Violín n. º 1 ,op.40 n. º 2 op.98, para Saxófono contralto op.53, para Saxófono soprano op.63, para Trompeta op.54 , para Clarinete bajo op.60, Para contrabajo op.76,para Fagot op.103, para violoncelo op.102, Para viola op.109, Para Sexteto de Percusión op.41, para Flauta y Violín op.50; Para Guitarra op.90, para Arpa op.89, Sexteto para violoncelos op.86, “Epitafio para un poeta que no debía morir” poema para violoncelo y piano op.64,Fantasía para Clarinete bajo y piano op.79, preludios para cuarteto de cuerdas op.14 ,Cuarteto de cuerdas op.85, quinteto para Flautín y cuarteto de arcos op.49,Fanfarria para cuarteto de trombones op.51, Cuarteto de Flautas op. 96, Preludio para cuarteto de violoncelos op.52, Tocata para quinteto de vientos op.29, Quinteto para Fagot y cuerdas op.57, Quinteto “Celta” para Cuarteto de maderas y piano op.82, Quinteto de vientos op.106, Trío para Violín violoncelo y piano op.39, Trío para Clarinete, violoncelo y piano op.58, Trío op.84 para Sax. Contralto, chelo y piano, Fantasía op.32 para Fagot, Clarinete y piano, Trío op.97, Pastorales op.69 para trío de maderas, 3 imágenes para flauta, oboe y piano op.72 (op.72 con arpa), Suite para cuarteto de maderas op.73,Cuarteto n.º 1 op.45 para saxofones, Cuarteto n.º 2 para saxofones op.74, 3 piezas para trío de cañas op.77, Variaciones para Guitarra y cuarteto de arcos s/ un tema de Thomas Tallis op.80, Dúo para 2 saxófonos op.66,Sonatina para 2 saxofones op.94, Piezas para piano (Sonata, Preludios, Nocturnos, Variaciones, Balada, suite, sonatina etc.) para 2 pianos (gotan op.62) para piano a 4 manos (danzas op.83) Cantata lorquiana para 2 voces solistas , 4 percusionistas y piano op.88, Obras para instrumentos solos Suite para violín op.107, sonatina para chelo op.91,suite para viola op.113 y sonatina para vibráfono op.112 y canciones para canto y piano.
Su producción abarca casi todos los géneros salvo los escénicos y su lenguaje musical es de estructuración neoclásica, generalmente diatónico, utilizando armonías por superposición de 4.as. En muchas ocasiones, y a pedido de varios intérpretes, ha incorporado elementos nacionalistas del folklore argentino dentro de su obra, tanto del campestre como del tango porteño. Sus obras han sido interpretadas en la República Federal Alemana, Israel, República Checa, Francia, en auditorios como el Teatro Colón de Buenos Aires, Aula Magna de la facultad de derecho, Radio Nacional, Salón Dorado de la Municipalidad de La Plata y salas de concierto en Bahía Blanca y Mar del Plata. Sus obras fueron editadas por la editora Stark de Leipzig, Alemania.